# Kap Burks
Kap Burks ist ein markantes Felsenkap an der Grenze zwischen der Ruppert-Küste im Westen und der östlich liegenden Hobbs-Küste im westantarktischen Marie-Byrd-Land. Das Kap ist die nordwestliche Verlängerung der McDonald Heights an der Ostseite der Einfahrt zur Hull Bay.
Die Besatzung der Glacier sichtete und kartierte das Kap am 31. Januar 1962. Das Advisory Committee on Antarctic Names benannte es 1962 nach Lieutenant Commander Ernest Burks von der United States Navy, leitender Hubschrauberpilot auf der Glacier und der erste Mensch, der das Kap betrat.